# Jurema (Piauí)
Jurema é um município brasileiro do estado do Piauí. Localiza-se a uma latitude 09º13'50" sul e a uma longitude 43º07'40" oeste, estando a uma altitude de 535 metros. Sua população estimada em 2004 era de 4.121 habitantes.
Possui uma área de 1251,4 km².